# Classement académique des universités mondiales par l'université Jiao Tong de Shanghai
Le classement académique des universités mondiales par l'université Jiao Tong de Shanghai ou classement de Shanghai (appellation commune de l'Academic Ranking of World Universities en anglais, ou ARWU) est un classement des principales universités mondiales. Il est établi par des chercheurs de l'entreprise ShanghaïRanking, issus de l'université Jiao-tong de Shanghai en Chine, avec comme objectif d'accélérer la modernisation des universités du pays en y calquant les caractéristiques des grandes universités nord-américaines de l’Ivy League.
Dans ce classement, les institutions sont classées selon un indice unique calculé à partir de six critères quantitatifs, notamment le nombre de publications dans les revues scientifiques Nature et Science, le nombre de chercheurs parmi ceux qui sont les plus cités, le nombre de prix Nobel scientifiques et de médailles Fields attribués aux anciens élèves et aux personnels de l'université, et un critère de productivité rapporté à la taille du corps enseignant, si elle est connue.
Par ses critères, le classement de Shanghaï a défini une vision normative de ce qu’est une « bonne » université, mais la méthode de classement et sa pertinence sont vivement critiquées. En particulier, aucun critère du classement ne prend en compte la qualité de l'enseignement ni le niveau des élèves diplômés, le taux de réussite des étudiants ou le taux d’insertion des diplômés, alors que l'une des vocations des établissements classés est l'enseignement et la formation professionnelle d'élèves qui pour la plupart ne se destinent pas à la recherche. Le classement favorise les institutions anciennes, de grande taille, et les STIM (science, techniques, ingénierie et mathématiques, et particulièrement la médecine et la biologie) au détriment des sciences humaines et sociales, et du droit. Ni les contraintes que subissent les établissements, ni leurs ressources ne sont considérées.
Créé initialement pour mesurer l’écart entre établissements chinois et américains, il a contribué à développer la concurrence et le marché des universités au niveau mondial. Ce classement est particulièrement médiatisé en France, où il a un impact majeur sur les politiques publiques : dans la mesure où le classement d’un établissement apparaissait fortement lié à sa taille, l'argument de la « montée dans les classements » a motivé les stratégies de regroupement ou de fusion de nombreuses institutions universitaires à partir des années 2010.
Dix-neuf ans après avoir inventé le classement, la Chine, par la voix de Xi Jinping, annonce son intention de s'en détacher.

## Histoire
Au début des années 2000, l'Université Jiao-tong de Shanghai cherche à élaborer un plan stratégique pour justifier les fonds publics versés pour qu'elle se hisse au niveau des meilleures universités internationales. Le professeur Nian Cai Liu, un chimiste travaillant pour cette université, établit un premier classement des universités en 2003, pour évaluer l’écart qui existait entre les universités chinoises et celles qui devaient servir de modèle. Ne disposant que de deux collaborateurs, il va alors au plus simple, ne prenant en compte que des données accessibles par Internet et jugées objectives : le nombre de prix Nobel et de médailles Fields (pour les mathématiques), le nombre de chercheurs les plus cités dans leur discipline, le nombre de publications dans les revues scientifiques Nature et Science et le nombre d'articles répertoriés dans deux bases de données d'articles scientifiques, l'une sur les sciences humaines, l'autre sur les sciences pures. Après sa publication en 2003, le classement est tout d'abord ignoré, puis critiqué, mais il aura un important impact mondial.
À partir de 2009, un classement par disciplines est aussi publié. Depuis 2009, l’équipe de l’université Jiao-tong chargée du classement est devenue une société de consultants indépendante, ShanghaïRanking. Selon l'entreprise, cela lui permet d'être indépendante de l'université de Shanghaï, et fait suite à des plaintes de plusieurs gouvernements et chercheurs auprès du gouvernement chinois sur les résultats du classement.
Le classement a permis le développement d'un véritable marché mondial des universités, qui entrent en concurrence pour attirer les meilleurs étudiants, chercheurs, et partenaires économiques et financiers,.
En 2023, Ying Cheng, l’un des fondateurs du classement, estime que celui-ci a « aidé des centaines d’universités à comprendre ce qu’est la compétition internationale et quelles sont les questions réellement importantes pour elles. Nous avons également aidé de nombreuses universités à comprendre la valeur de la recherche », reconnaissant toutefois que « il n’y a pas d’indicateur capable de mesurer la qualité de l’enseignement ».

## Critères
Les concepteurs du classement ont publié la méthode de calcul en 2005, qui selon eux « utilise des critères objectifs sélectionnés avec soin », « est fondé sur des données internationales comparables que tout le monde peut vérifier » et « ne comporte aucune mesure subjective », une série d'affirmations qui a fait l'objet de sérieuses critiques. Cette méthode inclut les critères pondérés suivants :
| Critères                  | Indicateurs                                                                                 | Pondération |
| ------------------------- | ------------------------------------------------------------------------------------------- | ----------- |
| Qualité de l'enseignement | Nombre de prix Nobel et de médailles Fields parmi les anciens élèves                        | 10 %        |
| Qualité de l'institution  | Nombre de prix Nobel et de médailles Fields parmi les chercheurs                            | 20 %        |
| Qualité de l'institution  | Nombre de chercheurs les plus cités dans leurs disciplines pendant les dix dernières années | 20 %        |
| Publications              | Nombre d'articles publiés dans Nature et Science pendant les cinq dernières années          | 20 %        |
| Publications              | Nombre d'articles indexés dans Science Citation Index, et Social Sciences Citation Index    | 20 %        |
| Taille de l'institution   | Performance académique au regard de la taille de l'institution                              | 10 %        |

Les données brutes utilisées par les auteurs du classement restent confidentielles. Les créateurs du classement soulignent eux-mêmes certaines de ses limites, notamment un biais en faveur des institutions de grande taille comme le sont celles des pays anglophones, ainsi que les difficultés à définir des indicateurs adéquats pour classer les universités spécialisées dans les sciences sociales.

## Extrait du classement international

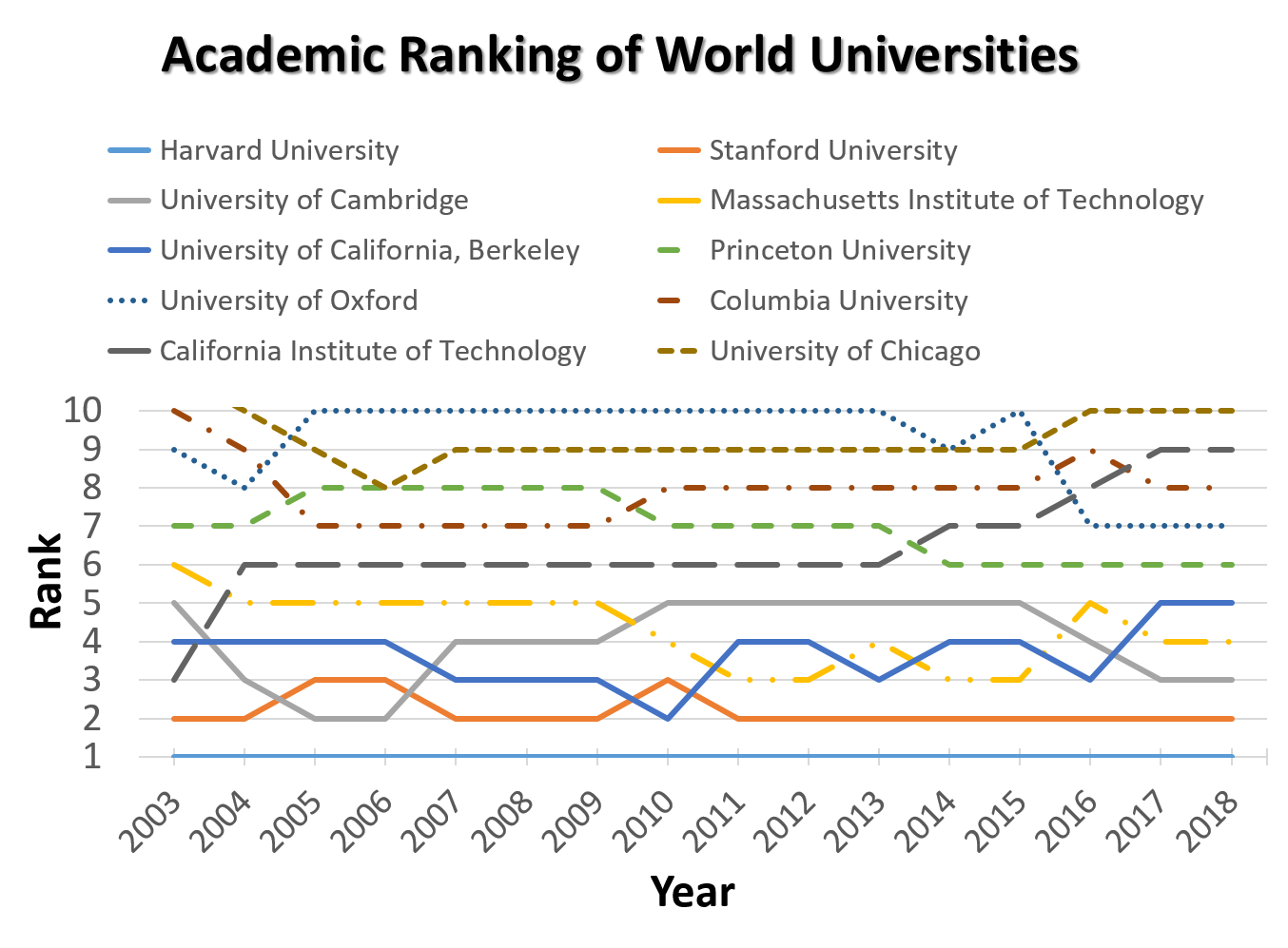
Academic Ranking of World Universities, 2003–2018, top dix.

| Institution                            | 2020 | 2015 | 2010 | 2005 |
| -------------------------------------- | ---- | ---- | ---- | ---- |
| Université Harvard                     | 1    | 1    | 1    | 1    |
| Université Stanford                    | 2    | 2    | 3    | 3    |
| Université de Cambridge                | 3    | 5    | 5    | 2    |
| Massachusetts Institute of Technology  | 4    | 3    | 4    | 5    |
| Université de Californie à Berkeley    | 5    | 4    | 2    | 4    |
| Université Princeton                   | 6    | 6    | 7    | 8    |
| Université Columbia                    | 7    | 8    | 8    | 7    |
| California Institute of Technology     | 8    | 7    | 6    | 6    |
| Université d'Oxford                    | 9    | 10   | 10   | 10   |
| University of Chicago                  | 10   | 9    | 9    | 9    |
| Université Yale                        | 11   | 11   | 11   | 11   |
| Université Cornell                     | 12   | 13   | 12   | 12   |
| Université de Californie à Los Angeles | 13   | 12   | 13   | 14   |
| Université Paris-Saclay                | 14   | 41   | 45   | 61   |
| Johns Hopkins University               | 15   | 16   | 18   | 19   |

## Allemagne
L'université Humboldt et l’Université libre de Berlin n'ayant pas pu se mettre d'accord pour savoir à qui il fallait attribuer les prix Nobel décernés avant la Seconde guerre mondiale à l’ancienne université de Berlin, aucune des deux ne fait plus partie du classement depuis 2006.

## Chine
Le classement est ignoré des étudiants chinois, qui lui préfèrent les grands anglo-saxons, mais il a eu une influence importante sur l’enseignement supérieur chinois, l'objectif des dirigeants chinois depuis les années 1990 étant de hisser un système universitaire initialement inspiré par les Soviétiques à un autre calqué sur les campus américains. De fait, la Chine progresse chaque année dans son propre classement.
En 2022, la Chine prend elle-même ses distances par rapport à ce classement. Les universités de Nankin, de Lanzhou et l'université Renmin de Pékin décident de ne plus participer aux classements internationaux de l’enseignement supérieur. Xi Jinping affirme que la Chine doit « construire des universités de premier rang mondial aux caractéristiques chinoises, et [se] frayer une nouvelle voie pour y parvenir, au lieu [...] de copier simplement les standards et modèles des universités étrangères ». Ce retrait serait toutefois une « fake news » d'après le directeur général de l'entreprise qui publie le classement.

## États-Unis
Le classement, dont les universités américaines occupent le haut, est devenu un élément du soft power américain. Mais l’essayiste Ryan Craig estime que les classements détournent les universités américaines de leurs étudiants : « Vous ne verrez rien sur la qualité des apprentissages, ni d’ailleurs sur l’emploi à la sortie. Pire : toutes les données sont aisément manipulables. Vous pouvez artificiellement gonfler votre vivier de candidats afin d’améliorer votre taux de sélectivité, ou votre nombre de donateurs ».

## France
La France compte en 2016 une poignée d'universités dans le top 100 du classement,, une vingtaine dans le top 500, et environ 35 dans le classement complet, étendu à 1000 universités à partir de 2018. En 2023, le top 100 mondial compte quatre universités françaises (Université Paris-Saclay, Sorbonne Université, Université Paris sciences et lettres et Université Paris-Cité), Paris-Saclay étant plusieurs fois classée dans les 15 premières,,.

### Particularités françaises au regard du classement
Un prix Nobel obtenu par un professeur d'université français peut valoir deux fois moins qu'un Nobel obtenu par un professeur d'université américain ou britannique. En effet, la recherche française s'effectuant en général dans des unités mixtes de recherche qui associent des universitaires au CNRS, le classement Shanghai attribue 50 % du bénéfice à l'université et 50 % à l'organisme du CNRS. Mais puisque le CNRS et les autres organismes de recherche français n'apparaissent pas dans le classement Shanghai, cela veut dire que « la moitié du bénéfice du prix ne profite à personne et s'évapore complètement » écrit Albert Fert dans une tribune dans Le Monde. Pour ce qui concerne les 60 % de la note, qui dépendent du décompte d'articles et du nombre de citations, « le principe général est le même que pour les prix. (…) dans le cas de publications d'un laboratoire universitaire associant l'université et un organisme comme le CNRS, à peu près 50 % du bénéfice restera en général à l'université et 50 % s'évaporera en ne profitant à personne ». Ce dernier point concerne en particulier la liste des chercheurs les plus cités : c'est pourquoi en 2019, une instruction de la ministre de l'Enseignement supérieur demande aux chercheurs concernés de corriger cet effet, en mentionnant comme affiliation primaire le site universitaire qui héberge leur laboratoire.
L’influence réelle du classement de Shanghai sur les choix des étudiants fait l'objet de débats, alors qu'il pourrait s'agir d'un critère déterminant pour évaluer la pertinence d’un tel classement. Selon Philippe Mahrer, directeur du Collège des ingénieurs, ce classement n'a qu'une faible notoriété en Chine, même auprès des étudiants. Au contraire, selon l'ambassade de France en Chine : « [ce classement] trouve en effet un écho important chez les étudiants chinois, pour qui le prestige de l’université est déterminant car il fait partie des critères de recrutement professionnel en Chine ».
De fait, le classement est surtout considéré par les administrations, les équipes pédagogiques et les ministères (qui en ont fait un mode d'évaluation des universités) alors que l’orientation des étudiants, et notamment vers les universités de sciences sociales, prend en compte de nombreux facteurs, souvent personnels.

### Impact du classement en France

#### Regroupements d'établissements
En 2003, le premier classement ne distingue dans le top 50 aucun établissement français, et Nicolas Sarkozy fixe en 2010 à sa ministre de l’enseignement supérieur Valérie Pécresse l'objectif de placer deux établissements français dans les 20 premiers mondiaux et 10 parmi les 100 premiers du classement. Le classement d’un établissement étant sensible à sa taille, il en a été déduit qu'une façon de monter dans le classement était de regrouper des établissements, à moyens constants. L'un des fondateurs du classement explique que « avant de fusionner, des universités françaises nous ont demandé de faire une simulation de leur future place dans le classement ». Cet argument de la montée dans les classements apparaît effectivement souvent au premier plan dans les présentations relatives aux nouveaux regroupements universitaires, jusqu’en 2018, avec le nouveau statut d’« établissement public expérimental », sans que soit jamais remise en question la vision du monde de l’enseignement supérieur que véhicule le classement de Shanghaï.
Le classement est très médiatisé en France,, contrairement à certains pays comme les États-Unis ou le Royaume-Uni dont les établissements sont pourtant très bien classés, et pousse la France à faire des choix qui vont à l’encontre de « l’esprit de service public », tels que la création de regroupements universitaires parfois artificiels[non neutre], dans une logique de concurrence et de rationalisation économique,,, avec l'objectif clair de monter dans le classement,,,, mais sans que les effets de cette politique soient immédiatement détectables.
Dès 2005, le ministre de l'Éducation nationale du gouvernement de Dominique de Villepin, Gilles de Robien, déclare que « pour affronter la concurrence internationale [il faut] remonter dans le classement, [et ainsi] redevenir capable d'attirer des talents étrangers ». Dans sa lettre de mission à Valérie Pécresse, alors ministre de l’Enseignement supérieur et de la Recherche, Nicolas Sarkozy exigeait « l’amélioration du rang de nos établissements d’enseignement supérieur dans les classements internationaux, avec l’objectif de classer au moins deux établissements français parmi les 20 premiers et 10 parmi les 100 », ce qu'elle a réaffirmé en disant que « notre objectif est d’avoir dix universités françaises dans les cent premières de ce classement d’ici à 2012 » (en 2012 elles étaient trois; elles n'étaient encore que cinq en 2020). Le classement était l'une des motivations principales de la constitution des Pôles de recherche et d'enseignement supérieur (PRES). Valérie Pécresse, justifiait en effet son influence ainsi : « Lorsqu'ils choisissent leur future université, les étudiants américains, australiens, chinois, indiens regardent ce classement. C'est la mondialisation. On ne peut s'en abstraire et nous devons donc gagner des places, ce qui n'est pas contraire à l'exigence d'excellence de l'université française ».
En 2013, lors d’une nouvelle publication du classement, la ministre de l’enseignement supérieur Geneviève Fioraso semblait indiquer un très léger changement de perspective vis-à-vis du classement : « Sans négliger les effets d'image et de visibilité que ces classements produisent, je me concentre plutôt sur la réussite des étudiants, l'introduction de l'anglais pour attirer des étrangers, l'incitation à multiplier les coopérations européennes ». Mais elle affirmait « nous sommes des pastilles vues de Shanghaï » pour justifier les regroupements d'universités.
En 2018, pour le PDG du CNRS Antoine Petit, il est nécessaire que la recherche française s'offre des chercheurs vedettes, parce que « on peut dire qu’on continue avec ce système de rémunération [des chercheurs] mais alors il faut arrêter de dire qu’on va gagner des places dans le classement de Shanghai. C’est l’un ou c’est l’autre, c’est à nous de décider ».
L'université d'Aix-Marseille est créée en 2012 en fusionnant les trois universités marseillaises « pour atteindre à la 26e place du fameux classement de Shanghai » selon Valérie Pecresse mais sans succès. En 2020, l'établissement Paris-Saclay, créé en regroupant « 13 % du potentiel de recherche français » dans une seule université dans le but très clairement inscrit dans l’annexe du décret de « figurer parmi les plus grandes institutions universitaires mondiales », atteint la 14e place,
La stratégie consistant à regrouper des universités pour monter dans le classement est utilisée en France encore en 2018, avec la création des établissements publics expérimentaux, produits de rapprochements ou de fusions entre plusieurs institutions. En 2025, les quatre établissement français les mieux classées sont effectivement le produit des politiques de regroupement d’universités.

#### Le trafic des publications académiques
Dans une tribune libre, Yves Gingras note que certaines institutions offrent à leurs chercheurs des primes à la publication, et s'indigne que certains chercheurs monnaient des affiliations factices dans des institutions qui cherchent à monter dans le classement.

## Royaume-Uni
Certains pays utilisent le rang des universités dans les grands classements internationaux pour favoriser l'accueil des étudiants à « haut potentiel ». C'est le cas par exemple de la Grande-Bretagne qui accorde un visa spécifique aux étudiants en provenance des universités classées dans le Top50 de plusieurs classements internationaux (« High potential individual visa »).

## Critiques
La recette utilisée pour établir le classement a été abondamment critiquée pour son manque de rigueur et de méthode scientifique.
Les critiques du classement portent principalement sur le choix des critères utilisés et sur la méthode de calcul pour en montrer le caractère arbitraire et non pertinent,,,. Dans un article publié en avril 2009, J-C. Billaut, D. Bouyssou et Ph. Vincke décortiquent le fonctionnement du classement de Shanghai, avec leur éclairage de spécialistes d’aide multicritère à la décision. Il en ressort une critique très argumentée des critères qui sont utilisés (que les auteurs qualifient de « non pertinents »), ainsi que des paradoxes dans la méthode utilisée, les auteurs concluant que « le classement de Shanghaï, malgré la grande couverture médiatique qu’il reçoit chaque année, n’est pas un outil pertinent pour juger de la « qualité » des institutions académiques, guider le choix des étudiants ou des familles, ou promouvoir des réformes du système d’enseignement supérieur ».

### Point de vue obsolète et fragmentaire
Sur l'utilisation du nombre de prix Nobel pour mesurer la qualité de l'institution, le classement comptabilise le prix pour l'institution à laquelle appartient son récipiendaire au moment de l’annonce de la récompense, mais celle ci est due à une découverte qui peut être très ancienne et avoir été menée dans une autre institution. La façon dont le classement comptabilise des récompenses anciennes favorise les pays dont le paysage académique est très stable et des institutions anciennes (en particulier, les affiliations des récipiendaires français du prix Nobel utilisées pour le classement ont fait l'objet de discussions). Enfin, le classement ignore (sauf toutefois dans les classements thématiques par sujet) d'autres récompenses tout aussi prestigieuses que le prix Nobel, telles que le prix Turing en informatique ou la médaille Bruce en astronomie. Le nombre de prix Nobel et médailles Fields dans une institution semble donc mesurer des réputations anciennes, et ne permet pas d'estimer la qualité actuelle de la recherche ou de l'enseignement dans cette institution. On ne peut donc pas considérer que la qualité actuelle de formation des étudiants soit prise en compte par le classement.

### Non prise en compte de la mobilité
Concernant le critère des chercheurs dont les travaux sont « les plus cités » sur une période de 10 ans, la méthode utilisée prend insuffisamment en compte la mobilité des chercheurs séniors, qui sont susceptibles d’avoir changé d’institution au cours de leur carrière, et elle est faussée par les biais culturels importants affectant les citations (les Italiens citent les Italiens, etc.). Ce critère ne mesure donc que très imparfaitement la capacité d’une institution à produire actuellement une recherche de fort impact.

### Biais disciplinaire favorisant les sciences, techniques, ingénierie et mathématiques (STIM)
Concernant les publications dans Nature et Science, c'est l'importance donnée à ces deux seules revues qui a été critiquée, de même que le mode de pondération des co-auteurs. Pour tous les critères liés aux publications, on doit rappeler que l'attribution correcte d'un article à une institution particulière est un exercice difficile dans la mesure où les auteurs n'indiquent pas leur affiliation de façon normalisée sur leurs articles. Le choix des bases de données utilisées favorise les articles publiés dans des revues internationales et dans le domaine des sciences au détriment des sciences humaines (les concepteurs du classement cherchent à corriger ce biais en attribuant un coefficient de 2 aux publications en sciences humaines et sociales). Le classement compte le nombre total d'articles publiés sans pondérer ces articles par leur impact. En outre, les livres, les chapitres dans des ouvrages collectifs ou encore les articles de vulgarisation scientifique, ne sont pas comptabilisés.
Les bases de données utilisées pour l'établissement du classement recensent des revues de toutes les langues. En sciences techniques, ingénierie et mathématiques (STIM), les journaux en langue autre que l'anglais ayant à peu près disparu, les revues recensées sont donc très majoritairement publiées en anglais, quel que soit leur pays d'édition (Amérique du Nord, Europe, Japon). Parmi celles-ci, Nature et Science bénéficient en STIM d'une notoriété inégalée. En sciences humaines et sociales cependant, la promotion de travaux se fait également lors de conférences ou dans des revues non anglo-saxonnes, et ce pour des raisons multiples (coût, accessibilité, pertinence, impact, etc.). De fait, la publication des travaux de sciences humaines ne se fait donc pas majoritairement dans des revues internationales en langue anglaise et elle est, à ce titre, moins bien prise en compte par ce classement. Pour atténuer ce défaut de prise en compte des sciences humaines et sociales, le classement attribue un poids double, dans le décompte des publications, aux publications référencées dans le Social Science Citation Index.
En résumé, les critiques pointent le fait que le critère des publications est basé sur une approche restrictive de la publication scientifique.

### Biais favorisant les grands établissements
Le critère de productivité prend en compte le nombre d’équivalents temps plein du corps académique de chaque institution, s'il a pu être déterminé. Pour la France, il s'agit des données disponibles en open data sur le site du Ministère de l'Enseignement Supérieur. Les auteurs de l'étude critique résument ainsi leur appréciation : « Les critères ont été choisis principalement sur la base de la disponibilité sur Internet des informations permettant de les renseigner, que chacun d’entre eux est lié de façon très approximative avec ce qu’il est censé mesurer et que leur évaluation fait intervenir des paramètres arbitraires et des microdécisions non documentées. L’impact de ces éléments sur le résultat final n’est pas examiné. Les données initiales utilisées ne sont pas rendues publiques et donc ne peuvent pas être vérifiées ». La plupart des critères sont obtenus par des comptages de prix ou de publications, qui favorisent les institutions de grande taille, ainsi, « big is made beautiful » (le gros est rendu beau),. Philippe Mahrer explique ainsi que les pays disposant de nombreuses écoles ou universités de petite taille sont défavorisés dans le classement, de même que les universités, centres de recherche ou écoles travaillant en réseau comme c'est souvent le cas en Europe. Ce dernier point est tout particulièrement dénoncé (et mis en évidence) par le prix Nobel de physique Albert Fert.

### Technique d'agrégation déficiente
Un autre type de critiques concerne la façon apparemment arbitraire dont les notes normalisées des différents critères sont agrégés en utilisant une somme pondérée pour calculer un indice unique, permettant le classement. En dépit de toute rigueur, la normalisation des scores change chaque année sans que les poids des critères soient modifiés en conséquence. Billaut, Bouyssou et Vincke expliquent en quoi cela démontre que « les auteurs du classement sont tombés dans ces pièges élémentaires liés à la normalisation » au point « qu'on ne peut pas conclure que s’améliorer sur un critère permet de monter dans le classement ». La méthode de calcul du classement est telle qu'une institution faible sur un critère particulier aurait même intérêt pour monter dans le classement à ce qu'une institution classée juste devant elle s'améliore sur ce critère.
Par ailleurs, calculer la moyenne pondérée de critères représentant la production (les cinq premiers) et la productivité (le dernier) conduit nécessairement à un résultat dénué de sens, comme si l'on cherchait à calculer la richesse d'un pays en faisant une moyenne du PIB et du PIB par habitant. Les auteurs du classement ne définissent pas ce qu'est une université (au point que le Collège de France, qui ne délivre aucun diplôme, a un temps fait partie du classement), ni ce qu'est une « université de classe mondiale ». Ils ignorent les contraintes, très différentes selon les pays, que peuvent subir les institutions, et les ressources qu'elles consomment (exception faite de la taille du « corps académique », mais seulement si elle est connue).

### Effet de rétroaction
L'objectif même de faire un tel classement n'est pas discuté, et les bonnes pratiques sont oubliées : les institutions évaluées ne disposent pas des données leur permettant de comprendre comment elles l'ont été, et les auteurs n'anticipent pas la façon dont les institutions peuvent adapter leur comportement en réaction au système d’évaluation. Par exemple, les notes de la plupart des critères du classement étant sensibles à la taille de l'établissement, constituer un regroupement d'institutions pourrait permettre de monter automatiquement dans le classement, sans changer la nature ou la qualité de la recherche (voir le cas de la France ci-dessous).

### Sortie du classement de Shanghaï
Des établissements peuvent ne pas figurer au classement. Depuis 2006, c'est le cas de l'Université Humboldt et l’Université libre de Berlin, car elles n'auraient pas trouvé d'accord pour l'attribution des prix Nobel avant la Seconde guerre mondiale selon le directeur général de ShanghaiRanking.
En 2022, les universités chinoises Renmin à Pékin, celles de Nankin et de Lanzhou, ont annoncé ne plus souhaiter figurer au classement, mais il se serait agi d'une « fake news » selon le directeur général de l'entreprise qui publie le classement, et celle de Nankin a annoncé ne plus tenir compte du classement, ces universités figurent toujours dans le classement de Shanghaï.

### Alternatives
Les principales alternatives au classement de Shanghaï sont le Times Higher Education World University Rankings (THE-WUR) et le World University Rankings (ou « classement mondial des Universités », QS-WUR) (voir l'article Palmarès universitaires pour plus de détails),. L'initiative U-Multirank a été lancée par la commission européenne face au risque de voir le classement de Shanghaï marginaliser les établissements européens, et cherche à situer chaque établissement en fonction de cinq grands critères : enseignement et apprentissage, recherche, transfert de connaissances, orientation internationale, et engagement régional.